# Tab (Würfelspiel)
Tab ist der Name eines alten arabischen Geschicklichkeitsspiels.

## Beschreibung
Bei diesem Spiel werden, je nach Variation, Steine und verschiedenfarbige Palmstäbchen gesammelt. Der Spieler, der an der Reihe ist, wirft diese gegen ein Brett oder gegen eine Wand, wodurch sie übereinander auf einem Haufen liegen bleiben. Die Farben der Palmstäbchen zeigen dem Spieler dann, welche Stäbchen er zum Gewinnen des Spieles aufsammeln muss, ohne die anderen Palmstäbchen und Steine zu berühren. 
Gespielt wird Tab in kleineren Runden.

## Geschichte
Der Ursprung dieses Spiels liegt auf der Arabischen Halbinsel. Es breitete sich im Mittelalter nach Norden und Westen aus, v. a. in Ägypten war dieses Spiel im Hochmittelalter sehr beliebt. Heutzutage ist das Spiel nicht mehr sehr häufig an Spieltischen anzutreffen.